# يحيى بن إبراهيم بن مزين
أَبُو زَكَرِيَّا يَحْيَى بْنُ إِبْرَاهِيمَ بْنِ مُزَيْنٍ الْقُرْطُبِيُّ الطُّلَيْطِلِيُّ ويُعرف اختصارًا بـ ابن مزين (غير معروف – 11 جمادى الأولى 259هـ / غير معروف – 873م) مولى رملة بنت عثمان بن عفان، أصله من طليطلة، وانتقل عند ثورة أهلها إلى قرطبة. أحد علماء وشيوخ المالكية في الأندلس.

## شيوخه
أخذ عن عيسى بن دينار الذي كانت الفتيا تدور عليه وولي قضاء طليطلة للحكم والشورى بقرطبة، ويحيى بن يحيى الليثي الذي لزم الشورى زمن بني أمية وكان مستشارهم في تعيين القضاة، والغازي بن قيس الذي كان عاقلا نبيلا يروي حديثا كثيرا ويتفقه في المسائل، ورحل إلى المشرق، فلقي مطرف بن عبد الله وروى عنه الموطأ، ودخل العراق فسمع من القعنبي أحد الفقهاء من أصحاب مالك، وأحمد بن عبد الله بن يونس، وسمع بمصر من أصبغ بن الفرج، وغيره.

## تلاميذه
أخذ عن يحيى بن مزين جماعة، كان لهم الكعب العالي في علمي الوثائق والأحكام، وولي بعضهم الشورى والأحكام مثل: ابنه سعيد الذي بلغ مبلغ السؤدد في العلم حتى شركه الأمير محمد في الوثائق مع قاسم بن محمد ثم انفرد بها قاسم، وأيوب بن سليمان بن هاشم الذي كان إماما في رأي مالك وأصحابه متقدما في الشورى وكانت الفتيا دائرة عليه في وقته، ومحمد بن عمر بن لبابة الذي دارت عليه الأحكام نحو ستين سنة وولى السوق في أيام الأمير عبد الله وكان يستشيره، وسعيد بن حميد الذي قلده المستعين العباسي ديوان رسائله، وسعيد بن عياض الطليطلي من أهل المسائل والفتيا والفقه وولي قضاء طليطلة وصلاتها، وسعيد بن خمير بن عبد الرحمن الذي كان يفتي ويعقد الوثائق، وإبراهيم بن عيسى بن برون الذي كان مفتيا في وقته.

## مكانته
كان يحيى بن مزين من أهل الفضل، والدين، والحفظ، عارفا بمذهب أهل المدينة، حافظا للموطأ حفظا متقنا، قال ابن لبابة: «أفقه من رأيت في علم مالك، وأصحابه يحيى بن مزين». إضافة إلى معرفته الفقهية، فقد شوور مع العتبي، وابن خالد، وطبقتهم، وولي قضاء طليطلة، قال مخلوف: «العالم الحافظ، الفقيه، المشاور، العمدة، وقد ألف كتابا في الوثائق».
ليحيى بن مزين آراء كثير في الوثائق والأحكام، وهي مبثوثة في كتب القضاء والأحكام، والنوازل والأجوبة، منها:
- أنه كان يرى عدم جواز بيع المساجد الخربة، ويجوز الانتفاع بنقضها في مساجد أخرى إلا ما كان علما عليها، فيترك حتى لا تندرس مواضعها، قال ابن فرحون: «قال ابن راشد في المذهب: لا يجوز بيع مواضع المساجد الخربة، ولا بأس ببيع نقضها إذا خيف عليه الفساد للضرورة إلى ذلك، وذكر ابن مزين أن نقضه يؤخذ، فينتفع به سائر المساجد، ويترك منه ما يكون علما له؛ لئلا يندرس أثره».
- مذهب مالك على أن الشفيع الغائب غيبة قريبة كالحاضر، فإن طالت غيبته لا شفعة له، وكان يحيى بن مزين يستثني من ذلك الرجل والمرأة الضعيفين، لا يسقط حقهما في الشفعة إذا غابا غيبة قريبة نحو الميل، بل للسلطان النظر في ذلك، قال التسولي: «في الوثائق المجموعة عن ابن مزين: أن الرجل الضعيف والمرأة الضعيفة يغيبان على نحو البريد، لا تسقط شفعتهما، وينظر السلطان في ذلك».

## وفاته
توفي في شهر جمادى الأولى سنة سنة 260هـ.

### فهرس المراجع
منشورات
1. 1 2 3 4  ابن الفرضي (1988)، ج. 2، ص. 178.
2. 1 2 3  الزركلي (2002)، ج. 8، ص. 134.
3. ↑  مخلوف (2003)، ج. 1، ص. 112.

مواقع وب
1. 1 2 3  التاريخ، تراحم عبر. "يحيى بن إبراهيم بن مزين (يحيى بن إبراهيم بن مزين أبي زكريا)". tarajm.com. اطلع عليه بتاريخ 2024-11-30.
2. ↑  "الرق المنشور | ابن مزين؛ يحيى بن إبراهيم بن مزين، أبو زكريا". app.alreq.com. اطلع عليه بتاريخ 2022-03-22.
3. ↑  علماء الوثائق والأحكام الطبقة الثانية مركز البحوث والدراسات في الفقه المالكي نسخة محفوظة 07 أغسطس 2016 على موقع واي باك مشين.
4. ↑  كتاب: تاريخ الغرباء في مصر نداء الإيمان نسخة محفوظة 15 ديسمبر 2019 على موقع واي باك مشين.

### بيانات المراجع (مُرتَّبة حسب تاريخ النشر)
- ابن الفرضي (1988)، تاريخ علماء الأندلس، تحقيق: عزت العطار، القاهرة: مكتبة الخانجي، QID:Q116997332{{استشهاد}}:  صيانة الاستشهاد: ref duplicates default (link)
- خير الدين الزركلي (2002)، الأعلام: قاموس تراجم لأشهر الرجال والنساء من العرب والمستعربين والمستشرقين (ط. 15)، بيروت: دار العلم للملايين، OCLC:1127653771، QID:Q113504685
- محمد مخلوف (2003)، شجرة النور الزكية في طبقات المالكية (ط. 1)، بيروت: دار الكتب العلمية، QID:Q131310565